# Daniel Maslany
Daniel Joseph Maslany (Regina, Saskatchewan, 17 settembre 1988) è un attore canadese.

## Biografia
Daniel Joseph Maslany è nato a Regina, Saskatchewan, figlio di Daniel Maslany, un falegname, e Renate (nata Kratz), traduttrice e interprete di francese/inglese. Sua sorella maggiore, Tatiana Maslany, è un’attrice, mentre suo fratello minore, Michael, è un animatore. Ha origini austriache, tedesche, polacche, rumene e ucraine. Fin da bambino ha frequentato corsi di disegno, danza, recitazione e produzione cinematografica. Si è diplomato al Globe Theatre Conservatory.

## Carriera

### Teatro
Il monologo O.C. Dean, scritto e interpretato da Maslany, è stato presentato in anteprima al Globe Theatre di Regina nel 2013 (nell’ambito della serie Globe Theatre Shumiatcher Sandbox) e successivamente è stato portato all’Uno Fest a Victoria nel 2014.
Maslany ha recitato nell’opera teatrale Stupid Fucking Bird di Aaron Posner, in particolare per la prima canadese nel 2013. Ha anche prodotto il trailer video dello spettacolo. Inoltre, ha lavorato come designer del suono, della musica e delle proiezioni e come co-creatore di A Date with the Night al Globe Theatre nel 2015.
Come attore, Maslany ha interpretato ruoli in Robin Hood, Peter Pan, The Alice Nocturne, A Midsummer Night's Dream, George Dandin e Pride and Prejudice al Globe Theatre di Regina; in Rage, The Alice Nocturne e The Story of Mr. Wright nella serie Globe Theatre Shumiatcher Sandbox; oltre a Wrecked e The Secret Life of the Octopus durante il Persephone Youth Tour. Ha anche diretto The Fusion Project: By Candlelight per la Globe Theatre Shumiatcher Sandbox Series.
Maslany ha curato il suono e la musica per Robin Hood e Metamorphoses al Globe Theatre, così come per Trout Stanley al The Storefront Theatre e Shannon 10:40 per Videofag.

### Cinema e televisione
Maslany ha debuttato sullo schermo nel film del 2000 Skipped Parts, interpretando il personaggio di Petey Pierce. Successivamente è apparso in diverse serie televisive e film, tra cui Renegadepress.com, Corner Gas e Chained.
Nel 2016 ha interpretato Bondurant nella breve serie di Toronto Four in the Morning.
Dal 2017 è entrato nel cast della serie I misteri di Murdoch (Murdoch Mysteries), interpretando il detective Llewellyn Watts.
Ha interpretato Townes Linderman nella serie Impulse di YouTube Premium.

### Altri lavori
Daniel Maslany ha lavorato come produttore esecutivo, secondo assistente alla regia e compositore per il cortometraggio Shut Up (2019). Ha inoltre composto la colonna sonora del cortometraggio 90/91.
Maslany è stato anche performer per Combat Improv.

## Premi
Maslany ha vinto il Regina's Mayor's Arts & Business Award come artista emergente nel 2008.

## Vita privata
Maslany vive a Toronto, Ontario, con sua moglie, Lucy Adele Hill, attrice e scrittrice.

## Filmografia

### Cinema
- Skipped Parts, regia di Tamra Davis (2000)
- The Shortcut, regia di Nicholaus Goossen (2009)
- Chained, regia di Jennifer Lynch (2012)
- SuperGrid, regia di Lowell Dean (2018)
- Lie Exposed, regia di Jerry Ciccoritti (2019)
- Goliath, regia di Luke Villemaire (2019)
- Close to You, regia di Dominic Savage (2023)

### Televisione
- Renegadepress.com – serie TV, 3 episodi (2004)
- Moccasin Flats – serie TV, 1 episodio (2005)
- Corner Gas – serie TV, 4 episodi (2005-2007)
- Wingin' It – serie TV, 1 episodio (2010)
- The Secret Life of Marilyn Monroe – miniserie TV, 1 episodio (2015)
- Four in the Morning – serie TV, 8 episodi (2016)
- Designated Survivor – serie TV, 1 episodio (2016)
- I misteri di Murdoch (Murdoch Mysteries) – serie TV, 95 episodi (2016-2025)
- Frankie Drake Mysteries – serie TV, 1 episodio (2017)
- Impulse – serie TV, 20 episodi (2018-2019)
- Tokens – serie TV, 3 episodi (2019)
- Hudson & Rex – serie TV, 1 episodio (2022)
- Accused – serie TV, 2 episodi (2023-2024)